# Hans Ludwig Gottschalk
Hans Ludwig Gottschalk (* 24. März 1904 in Freiburg im Breisgau; † 17. Juli 1981 in Salzburg) war ein deutscher Arabist.

## Leben
Er wurde 1904 als Sohn des Philosophieprofessors Jonas Cohn und dessen Frau Elise Ebstein geboren. 1922 änderte er seinen Namen, nachdem er sich hatte taufen lassen und beabsichtigte, evangelische Theologie zu studieren – da, wie seine Mutter Elise ihm riet, ein jüdischer Priestername nicht zu einem evangelischen Pastor passe. Er studierte in Freiburg, Berlin, Tübingen und München die Fächer Alte Geschichte, Arabistik und Islamwissenschaft. Einer seiner akademischen Lehrer war Gotthelf Bergsträsser, bei dem er 1929 in München promovierte. Unter dem Naziregime wurde er 1933 entlassen und betätigte sich in Freiburg als Privatgelehrter. Von 1938 bis 1948 war er Kurator der Mingana Collection in Birmingham. Dorthin holte er im März 1939 auch seine Eltern. Danach lehrte er von 1948 bis 1974 Arabistik und Islamkunde an der Universität Wien, seit 1962 als ordentlicher Professor.

## Schriften (Auswahl)
- Die Mādarāʼijjūn, de Gruyter, Berlin 1931.
- Al-Malik Al-Kāmil von Egypten und seine Zeit, eine Studie zur Geschichte Vorderasiens und Egyptens in der ersten Hälfte des 7./13. Jahrhunderts, Harrassowitz, Wiesbaden 1958.
- Die Rezeption der antiken Wissenschaften durch den Islam., Österreichische Akademie der Wissenschaften, Wien 1965.